# Албрехт (Саксония-Витенберг)
Вижте пояснителната страница за други личности с името Албрехт.
Албрехт (на немски: Albrecht von Sachsen-Wittenberg; † 28 юни 1385) от род Аскани, е княз на Люнебург от 1370 до 1385 г.

## Живот
Син е на Ото от Саксония-Витенберг († 30 март 1350), син на курфюрст Рудолф I от Саксония-Витенберг, и на Елизабет фон Брауншвайг-Люнебург († 1384), дъщеря на херцог Вилхелм II от Брауншвайг-Люнебург († 1369) от род Велфи.
Император Карл IV дава Княжество Люнебург на Албрехт и на чичо му Венцел от Саксония-Витенберг († 1388). Преди да умре Вилхелм II предава властта на Магнус II от Брауншвайг-Люнебург, брат и наследник на Лудвиг от Брауншвайг-Люнебург. През 1370 г. започва Люнебургската наследствена война.
Албрехт се жени 1374 г. за Катарина фон Анхалт-Бернбург († 30 януари 1390), вдовицата на Магнус II. През 1378 г. той мести резиденцията от двореца Люнебург в Целе.
Албрехт умира 1385 г. при обсадата на замък Риклинген (Хановер).

## Деца
Албрехт и Катарина имат дъщеря:
- Елена (* 1385)